# Lugoiops maya
Lugoiops maya is een haft uit de familie Baetidae. De wetenschappelijke naam van de soort is voor het eerst geldig gepubliceerd in 2003 door McCafferty & Baumgardner.
De soort komt voor in het Neotropisch gebied.